# Aéroport de Kobe
L'aéroport de Kobe (神戸空港, Kōbe kūkō) (code IATA : UKB • code OACI : RJBE) est un aéroport situé sur une île artificielle dans la baie d'Osaka. L'aéroport de Kobe a ouvert en 2006. Il a accueilli 3 136 194 passagers en 2017. C'est un aéroport à l'histoire controversée, notamment de par son coût de 300 milliards de yens, soit environ 3 milliards de dollars américains.
Depuis le 1er avril 2018, la gestion de l’aéroport est confiée à Kansai Airports Kobe, filiale de Kansai Airports, qui gère les deux autres grands aéroports de la région, l’aéroport international d'Osaka et l’aéroport international du Kansai. Cette concession est valide jusqu'en mars 2060.

## Situation

### Carte des 50 principaux aéroports du Japon
| Akita Amami Aomori Asahikawa Chūbu Fukuoka Fukushima Hakodate Hanamaki Hiroshima Ibaraki Ishigaki Izumo Kagoshima Kansai Kitakyushu Kobe Kōchi Komatsu Kumamoto Kumejima Kushiro Iwakuni Matsuyama Memanbetsu Miho-Yonago Misawa Miyako Miyazaki Nagasaki Nagoya Naha Tokyo · Narita Niigata Ōita Okayama Osaka Saga Sendai Shin-Chitose Shizuoka Shonai Takamatsu Tokachi-Obihiro Tokushima Tokyo · Haneda Tottori Toyama Tsushima Yamaguchi Ube |

## Compagnies aériennes et destinations
L'aéroport de Kobe est exclusivement utilisé pour des vols intérieurs. Il possède un seul terminal doté de quatre portes d'embarquement.
| Compagnies         | Destinations                                                                   |
| ------------------ | ------------------------------------------------------------------------------ |
| Air Do             | Shin-Chitose                                                                   |
| All Nippon Airways | Shin-Chitose, Tokyo-Haneda                                                     |
| Solaseed Air       | Okinawa-Naha                                                                   |
| Skymark Airlines   | Ibaraki, Kagoshima, Nagasaki, Okinawa-Naha, Shin-Chitose, Sendai, Tokyo-Haneda |

## Statistiques
Le graphique qui aurait dû être présenté ici ne peut pas être affiché car il utilise l'ancienne extension Graph, désactivée pour des questions de sécurité. Des indications pour créer un nouveau graphique avec la nouvelle extension Chart sont disponibles ici.

Voir la requête brute et les sources sur Wikidata.

## Accès
L'aéroport est relié à la gare de Sannomiya par l'extension du Port Liner. Le trajet prend 16 minutes. Depuis Sannomiya, on peut rejoindre Osaka en 21 minutes et Kyoto en 49 minutes avec les trains special rapid service de JR.
Il existe aussi un service de ferry rapide qui relie l'aéroport du Kansai et de Kobe en 29 minutes.